# Christian Sorrel
Christian Sorrel (* 27. August 1957) ist ein französischer Historiker.

## Leben
Unter der Aufsicht von Gérard Cholvy bereitete er eine Doktorarbeit vor, die er am 5. Februar 1994 an der Université Paul-Valéry-Montpellier vor einer Jury aus Pierre Barral, Nadine-Josette Chaline, Jean-Dominique Durand, Yves-Marie Hilaire und André Palluel-Guillard verteidigte. Er wurde 1997 in die Académie des sciences, belles-lettres et arts de Savoie aufgenommen. Im Jahr 2000 erhielt er die Habilitation vor einer Jury aus Gérard Cholvy, Étienne Fouilloux, Jean-Marie Mayeur, Jacques Prévotat und Francis Python. Er lehrt seit 2006 als Professor an der Université Lyon 2.
Seine Forschungsschwerpunkte sind zeitgenössische Religionsgeschichte und die Geschichte Savoyens.

## Schriften (Auswahl)
- La troisième république à la ville. Chambéry de 1870 à 1914. Chambery 1980, ISBN 2-85092-001-0.
- Libéralisme et modernisme. Mgr Lacroix (1855–1922). Enquête sur un suspect. Paris 2003, ISBN 2-204-07118-8.
- La République contre les congrégations. Histoire d’une passion française, 1899–1914. Paris 2003, ISBN 2-204-07128-5.
- Aux urnes Savoyards! Petites leçons d’histoire sur le vote de 1860. Montmélian 2010, ISBN 2842064852.